# Бартновский, Дмитрий Филиппович
Дмитрий Филиппович Бартновский (1 ноября 1902 года — 11 марта 1970 года) — советский военачальник, генерал-лейтенант авиации (1944), участник советско-финской и Великой Отечественной войн.

## Биография
Дмитрий Филиппович Бартновский родился 1 ноября 1902 года в деревне Терешковичи (ныне — Гомельский район Гомельской области Белоруссии). В 1922 году окончил техникум путей сообщения в городе Гомеле. В том же году Бартновский был призван на службу в Рабоче-Крестьянскую Красную Армию. В 1926 году окончил Севастопольскую военно-морскую авиационную школу лётчиков. Участвовал в советско-финской войне.
В годы Великой Отечественной войны служил начальником штаба Военно-воздушных сил Военно-морского флота СССР, одновременно являясь первым заместителем начальника ВВС ВМФ. Внёс большой вклад в дело улучшения организации боевого управления частями и соединениями военно-морской авиации. Во вверенном ему штабе Бартновский сумел организовать систематическую повседневную работу, наладить организацию взаимодействия с нижестоящими штабами. Его усилиями была значительно повышена эффективность боевой деятельности частей, улучшена подготовка лётчиков, налажена своевременная доставка на фронт самолётов.
Бартновский вместе с рядом других представителей высшего командного состава ВВС ВМФ участвовал в организации и осуществлении перелёта премьер-министра Великобритании Уинстона Черчилля в Москву в 1944 году, а также в осуществлении перелёта Черчилля и президента Соединённых Штатов Америки Франклина Рузвельта в Крым. Под руководством Бартновского была осуществлена перегонка из США более сотни гидросамолётов «Каталина», поставленных Советскому Союзу по ленд-лизу.
В послевоенное время продолжал службу в Вооружённых Силах СССР. На протяжении ряда лет был начальником штаба и командующим ВВС ВМФ СССР. В 1951 году окончил Военную академию Генерального штаба Вооружённых Сил СССР. В апреле 1952 года назначен на должность начальника Высших офицерских лётно-тактических курсов авиации ВМС. С августа 1954 года — на службе в центральном аппарате Министерства обороны СССР. 
В январе 1961 года уволен в запас. Умер 11 марта 1970 года, похоронен на Новодевичьем кладбище Москвы.

## Награды
- 2 ордена Ленина (21 апреля 1940 года, 20 июня 1949 года);
- 4 ордена Красного Знамени (2 декабря 1941 года, 31 мая 1944 года, 3 ноября 1944 года, 3 ноября 1953 года);
- Орден Нахимова 1-й степени (24 мая 1945 года);
- Медали «За оборону Москвы», «За оборону Ленинграда» и другие медали.